# 온대 하우 기후

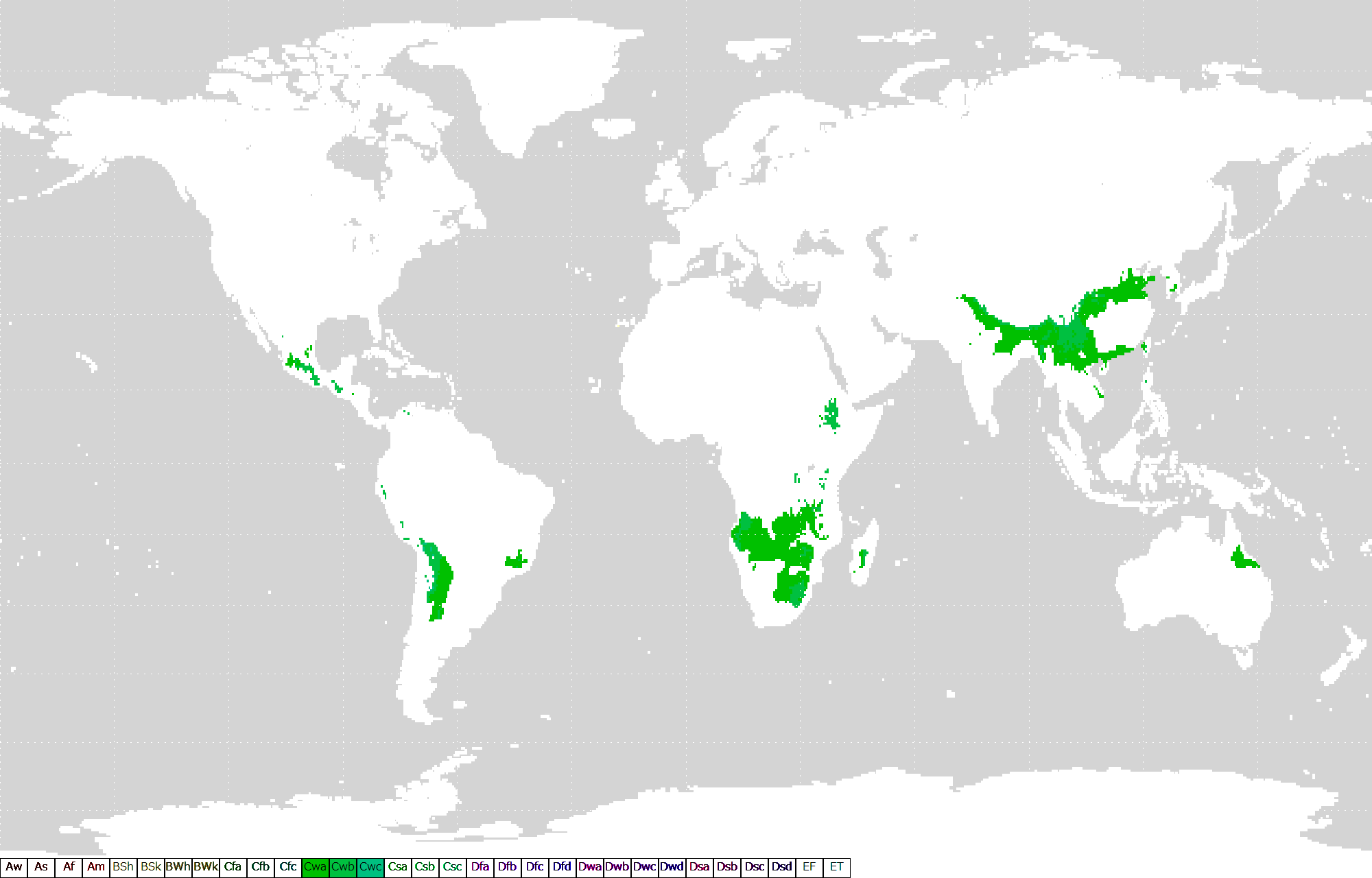
온대 하우 기후 분포 모습.

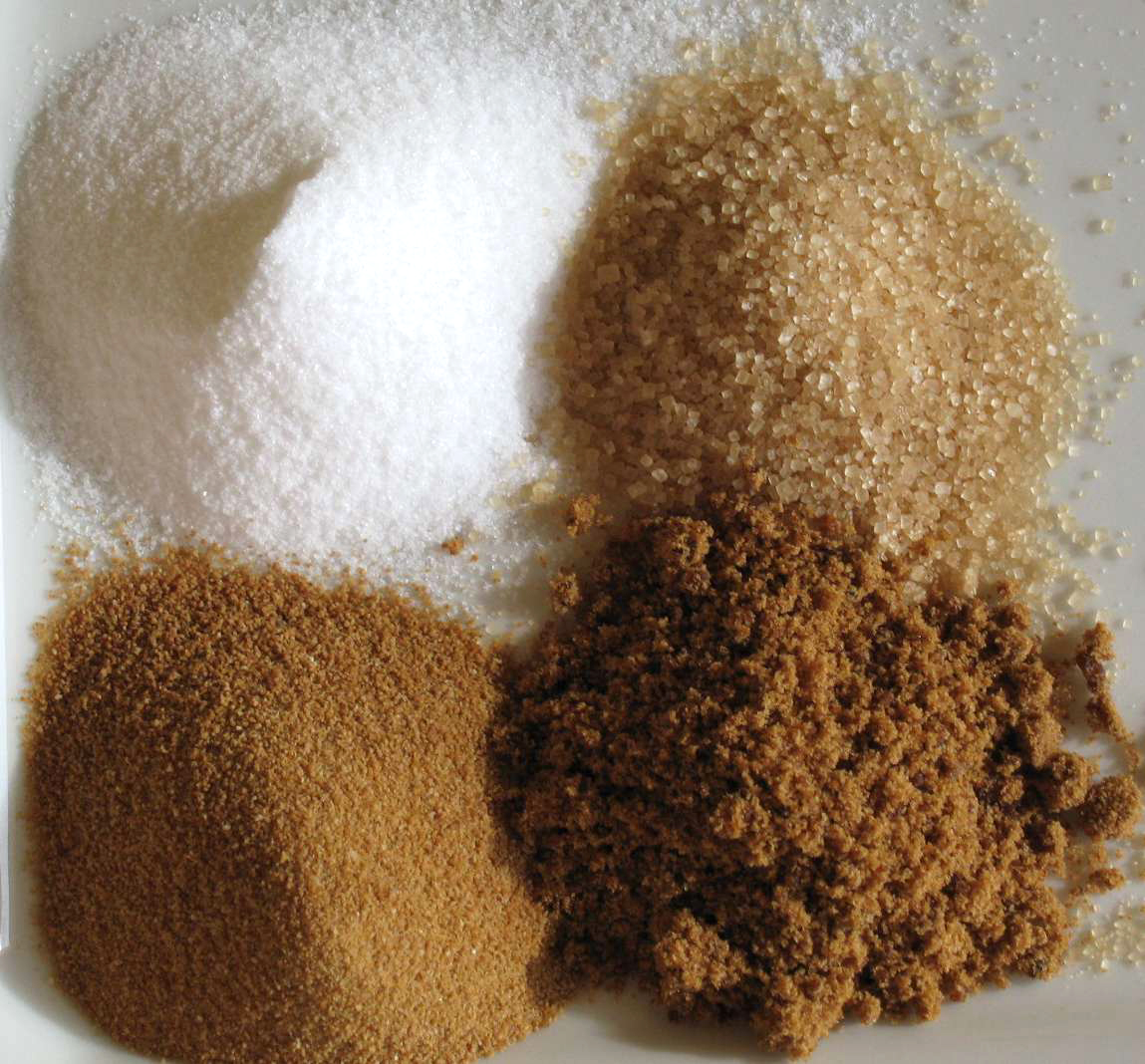
온대 하우 기후에서 나는 사탕수수는 설탕의 원료이다.

온대 하우 기후(溫帶夏雨氣候)는 쾨펜의 기후 구분에서 온대 기후에 속하며, 기호는 Cw이다. 온대 동계 소우 기후(溫帶冬季少雨氣候)라고도 한다. 여름에는 남서 계절풍(몬순)에 의해 매우 덥고 습하여 거의 열대 기후와 같고, 겨울에는 북동 계절풍에 의해 춥고 건조하다. 여름과 겨울의 강우량 격차는 굉장히 크다. 가장 추운 달의 월 평균 기온은 -3˚C에서 18˚C 사이에 나타나고, 대개는 10˚C 이상이다. 중위도 대륙 동안에 주로 나타난다.
따뜻한 기후 덕분에 1년에 같은 작물을 두 번 짓는 2기작이 가능하며, 주로 벼농사를 짓는다. 또한 여름은 거의 열대와 같기 때문에 열대성 작물인 사탕수수나 차와 같은 작물도 재배한다. 기온이 낮아도 강우량만 적당하면 밀도 재배한다. 온난 습윤 기후처럼 조엽수림이 잘 나타난다. 토양은 주로 적색토가 나타난다. 이는 여름의 강우로 인해 염기의 용탈이 심해져 붉게 변하기 때문이다.
이와 같은 온대 하우 기후는 대한민국 해안과 남부 지방, 중국 화난 지역, 일본 간토 지방의 도치기현 및 군마현, 인도 북부, 아프리카 남부, 오스트레일리아 북동부와 에티오피아 일부 지역, 브라질고원 남부, 멕시코고원 등에서 나타난다.
Cw 기후군 중에서 Cwa 기후가 나타나는 지역은 사바나 기후와 유사한 편이다.

## 같이 보기
- 쾨펜의 기후 구분
- 온대기후